# Парклайн (Айдахо)
Парклайн (англ. Parkline) — переписна місцевість (CDP) в окрузі Бенева штату Айдахо США. Населення — 60 осіб (2020).

## Географія
Парклайн розташований за координатами 47°20′19″ пн. ш. 116°41′38″ зх. д. / 47.33861° пн. ш. 116.69389° зх. д. (47.338482, -116.693979).  За даними Бюро перепису населення США в 2010 році переписна місцевість мала площу 1,28 км², уся площа — суходіл.

## Демографія
Згідно з переписом 2010 року, у переписній місцевості мешкало 80 осіб у 38 домогосподарствах у складі 22 родин. Густота населення становила 62 особи/км².  Було 41 помешкання (32/км²).
Расовий склад населення:
| - 93,8 % — білих - 2,5 % — корінних американців - 0,0 % — осіб інших рас |

До двох чи більше рас належало 3,8 %. Частка іспаномовних становила 6,3 % від усіх жителів.
За віковим діапазоном населення розподілялося таким чином: 21,2 % — особи молодші 18 років, 42,5 % — особи у віці 18—64 років, 36,3 % — особи у віці 65 років та старші. Медіана віку мешканця становила 52,5 року. На 100 осіб жіночої статі у переписній місцевості припадало 105,1 чоловіків;  на 100 жінок у віці від 18 років та старших — 103,2 чоловіків також старших 18 років.